# Santuário de Nossa Senhora da Peneda

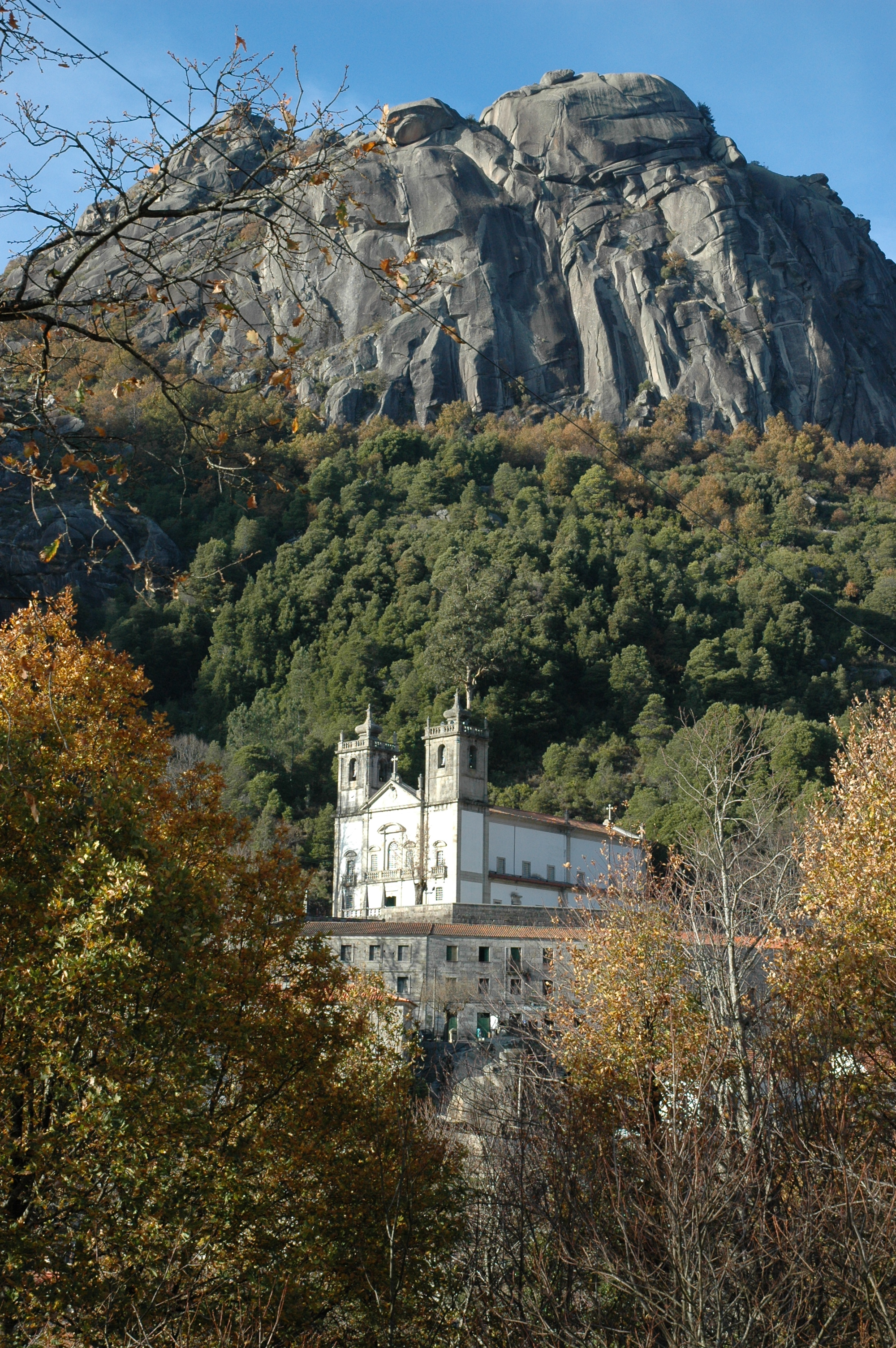
Santuário de Nossa Senhora da Peneda

O Santuário de Nossa Senhora da Peneda é um santuário católico dedicado à Virgem Maria sob a invocação de Nossa Senhora da Peneda situado na freguesia de Gavieira, município de Arcos de Valdevez, distrito de Viana do Castelo.
A Diocese de Viana do Castelo, compreendendo a sua importância, em 2020 elevou-a a Santuário Diocesano.
É um  lugar recôndito e de uma beleza única e um dos mais importantes e concorridos santuários do Norte de Portugal, sob a invocação de Nossa Senhora da Peneda, e onde, na primeira semana de Setembro, ocorre uma das maiores romarias de Alto Minho, afastada dos centros urbanos e uma reminiscencia das tradições mais seculares, enraizadas no mais profundo das  populações e dos seus ritmos ancestrais.
O Santuário fica na freguesia de Gavieira, a cerca 150 km do Porto e a 51 de Arcos de Valdevez (via Mezio) e integra-se na área do Parque Nacional de Peneda-Gerês.
Consta que terá tido a presença de peregrinos notáveis como São Pedro Gonçalves Telmo, Beato Gonçalo de Amarante e São Bartolomeu dos Mártires que aqui invocou a especial protecção de Maria contra a terrível peste que assolava a Arquidiocese de Braga.

## História
O santuário foi construído entre os finais do século XVIII e o terceiro quartel do século XIX. A igreja foi terminada em 1875, embora seja provável que a tradição secular de Nossa Senhora das Neves e a dinâmica beneditina estabelecida pelo percurso dos monges do arcuense Mosteiro de Ermelo para Fiães, em Melgaço, desse lugar ao estabelecimento de um pequeno espaço de culto em redor do século XIII.
Mesmo o Rei Dom João VI de Portugal, verificando-se que a dimensão nacional deste templo mariano, agraciou a Confraria de Nossa Senhora da Peneda com o título de Real Confraria.
Diante da igreja encontra-se o escadório das virtudes, com estátuas representando a Fé, a Esperança, a Caridade e a Glória, datado de 1854, obra do mestre Francisco Luís Barreiros.
Após um largo triangular onde se situam os antigos dormitórios para os peregrinos (hoje transformados num hotel), o santuário desenvolve-se numa alameda arborizada em escadaria, com cerca de 300 metros e 20 capelas, com cenas da vida de Cristo (Natividade e Paixão). Uma das capelas ostenta uma inscrição que atesta ter ela sido oferecida pelo negus da Etiópia. Ao fundo da alameda, numa praça circular, situa-se um pilar oferecido pela rainha Maria I de Portugal.
Na primeira semana de Setembro realiza-se no santuário um grande arraial popular e uma enorme festividade, com um dia, inclusive, dedicado aos romeiros galegos, numa conjugação única de tradição, religiosidade e celebração popular.
Diz a lenda que ter-se-ia verificado uma aparição da Virgem, Nossa Senhora das Neves, em 5 de Agosto de 1220, a uma pequena pastora.

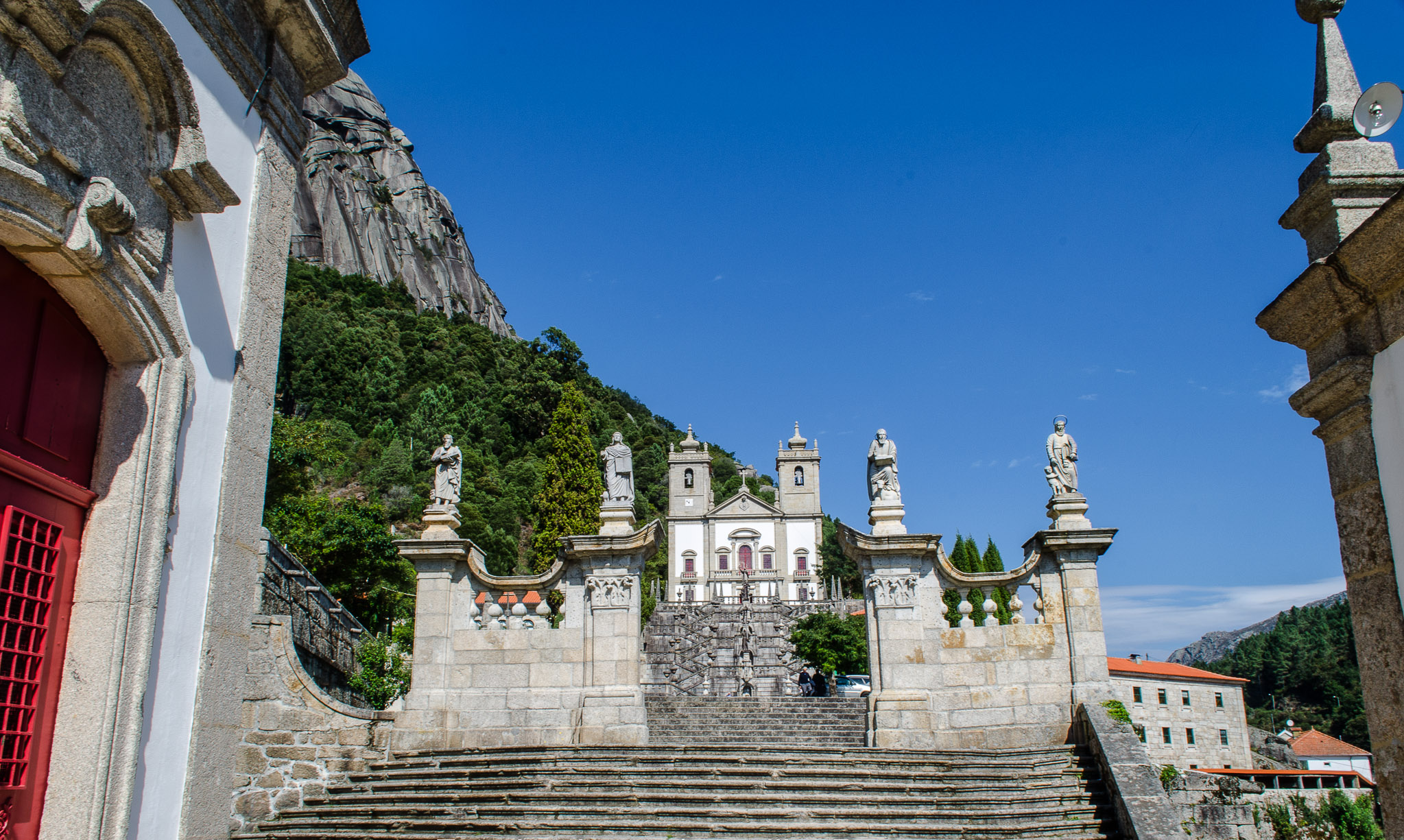
Santuário de Nossa Senhora da Peneda, em Arcos de Valdevez.

A mesma lenda reporta-se a uma passagem anterior: por volta de 716 ou 717 os cristãos, fugidos ante a invasão dos sarracenos, teriam deixado uma imagem entre as enormes fragas da Serra da Peneda.
Implantada uma ermida/templo medieval, o culto de Nossa Senhora da Peneda aumentou gradualmente em Portugal e na Galiza, afluindo largos milhares de romeiros ao longo do ano, mas muito especialmente na primeira semana de Setembro.
O Templo enquadra-se harmoniosamente em majestoso trecho da serrania, tendo ao longo do pictórico vale vinte capelas onde se evocam as cenas bíblicas de maior intensidade, precedida de um átrio com as imagens do quatro evangelistas.
Culmina, este invulgar santuário, por um condigno pórtico e escadaria com patamar onde se ergue imponente coluna encimada pele imagem de S. Miguel Arcanjo.
Foi nos últimos três séculos que o Santuário beneficiou de maior impulso, sob os pontos de vista espiritual e materialmente, a ponto de constituir presentemente o Altar de Fé mais em evidência na região setentrional do País.
Ultimamente, foi-lhe acrescentada uma segunda torre, o que pôs termo ao desequilíbrio arquitectónico, obra onerosa da diligente Mesa da Irmandade, constituída pelos Srs. Rev.° Padre José Borlido de Carvalho Arieiro, José Machado Veloso e Araújo Dias.
O Santuário integra-se na área do Parque Nacional de Peneda e Gerês e situa-se a cerca 150 km do Porto e a 51 de Arcos de Valdevez ( via Mezio, entrada do referdo Parque ).
Os valiosos espécimes da Fauna, Flora e Arqueologia desta excepcional região de Portugal são motivos suficientes para justificar uma visita que, certamente, será inesquecível.
O templo foi elevado a Santuário em abril 2020, por decreto do então bispo da Diocese de Viana do Castelo, Anacleto Oliveira.
O processo de classificação do Santuário a Monumento Nacional foi iniciado em 2020, pela Câmara de Arcos de Valdevez e pela Confraria de Nossa Senhora da Peneda, proprietária do templo. Em 2021, a DGPC abriu o procedimento de classificação e em maio de 2023 entrou em consulta pública, por 30 dias. Foi classificado como Monumento Nacional em 12 de outubro de 2023.